# Cerkev Marijinega vnebovzetja, Globasnica
Župnijska cerkev Marijinega vnebovzetja v Globasnici na Koroškem (Avstrija) je posvečen na praznik Marijinega vnebovzetja. Cerkev je bila sprva lastniška cerkev (lat. ecclesia propria ali propriae hereditatis) Juneckerjev, potem je Spannheimerjev in je leta 1265 prišla pod okrilje opatije v Dobrli vasi (Eberndorf). Kot župnija Globasnice je prvič omenjena leta 1296.

## Opis
Cerkev in zvonik sta v osnovi romanska, v času gotike preoblikovana in leta 1946 podaljšana za en obok proti zahodu. Dvostopenjski oporniki, ki podpirajo prezbiterij (kor), so bili zgrajeni leta 1300. Zvonik na južni strani ladje ima biforna okna in se ponašajo s koničasto dvokapno krono. Zahodno od zvonika je gotska kapela, severno od kora je zakristija z baročnim oratorijem.
V prezbiteriju so odkrili stenske poslikave mojstra Petra iz Velikovca: starejši sloj s figurami apostolov Pavla in Jakoba iz prve polovice 14. stoletja, mlajša je upodobitev svetega Tilna in Florijana, kakor tudi ustanovitelja Petra Seyterja iz leta 1467.

## Oprema
Baročni glavni oltar je izdelal v letih 1770-1771 Johann Georg Mersy. V osrednji niši je kip Marije z detetom. Tu so še so kipi apostolov Petra in Pavla. Skupino tvori predstavitev Svetega Duha in lik Boga Očeta obdan z puti. 
Dva stranska oltarja sta bila izdelana leta 1770. Na oltarju na levi je sv. Katarina in sv. Margareta je prikazana na desni. Rokokojski oltar iz leta 1760 v južni kapeli nosi kip svete Barbare, ki jo obdajata sv. Apolonija in Lucija. Kropilnik pred južno kapelo je iz rimske grobnice. 
Druga oprema so še kipi svetega Janeza Nepomuka in usmiljeni možje in poznogotski krstilnik.

## Kostnica (Karner)
Kostnica stoji severno od cerkve in je romanska rotunda z lesenim zvonikom nad stožčasto streho in podkvasto apsido. Na zunanji strani zidu so obeski Peccia Ingenua z doprsnimi kipi in napisi iz preloma prvega v drugo stoletje. Poslikava s štirimi plemiči iz 16. stoletja bi lahko bila del scene križanja.  V notranjost vodijo obokana vrata, notranjost je rebrasto obokana, pobarvana z zgodnje baročnimi viticami, figurami nadangelov Mihaela in Gabriela in križanega z donatorji.

## Svetilnik
Poznogotski svetilnik iz zgodnjega 16. stoletja je sestavljen iz tabernaklja na osmerokotnega stebra z obokanimi odprtinami.